# Laffly 50 AM
La Laffly 50 AM était une automitrailleuse de découverte (AMD) française conçu entre 1931 et 1932 sur les bases de la vieillissante automitrailleuse White TBC de Ségur et Lorfeuvre. Elle fut produite à 99 exemplaires (si l’on compte les 3 exemplaires d’essais), et servit dans l’armée française de 1932 à 1943. Elle était équipée d’un canon de 37mm et d’une mitrailleuse de  8 mm en tourelle.

## Conception
Le but recherché à travers la conception de ce nouveau modèle était d’assurer une transition peu onéreuse en attendant l’arrivée d’une AMD de conception complètement nouvelle, en prolongeant la durée de vie des anciennes automitrailleuses White TBC conçu entre 1915 et 1917. En effet ces véhicules, symboles de la fin de la Première Guerre mondiale et de l’entre-deux guerres, ayant fait leur temps, on décida de monter leur blindage sur un châssis neuf, le Laffly LC 2 renforcé type 50 AM retenu pour l’occasion, après quelques ajustements dans le bas de caisse (en cause, un empattement plus court de 10 cm sur le châssis Laffly, et de nouvelles ailes).
Les essais préliminaires à l’adoption du nouveau modèle furent menés d’octobre 1931 à mars 1932 par la commission de Vincennes. Ils se découpèrent ainsi :
- 24 octobre 1931 : Réception de l’ordre d’essayer le nouveau châssis Laffly pour s’assurer de sa compatibilité avec la carrosserie de la White TBC

- 28 octobre - 9 novembre 1931 : Expérimentations du nouveau modèle, ce dernier ne connut pas de difficultés à évolué sur route et terrain varié, mais ses roues arrière (jumelées) avaient tendance à patiner en terrain glaiseux.

- 2 février 1932 : Reprise des essais après quelques modifications, on testa notamment sur trois véhicules différents modèles de roues et de pneus, notamment l’installation de roues simples à la place des roues arrière jumelées, bien que ces dernières furent finalement conservées et retenues malgré tout.

Toujours en février 1932 60 premiers exemplaires furent commandés sans attendre que la commission ait rendue son rapport (ils furent tous livrés avant la fin de l’année).
- 22 avril 1932 : la Commission rendit finalement un rapport positif estimant les essais des véhicules satisfaisant.

À la suite de l’adoption du modèle Laffly, 36 autres exemplaires furent commandés et livrés entre janvier et mai 1934.

## Caractéristiques
La différence entre les anciennes automitrailleuses White TBC et leur version modernisé étant à peine perceptible (la différence résidant principalement dans les ailes, les roues, plus étoffés que celles de la White TBC, et les adaptations de la caisse au nouveau châssis) les modèles sur châssis Laffly furent vite dénommées « White Laffly » par leurs unités.

## État de service
Les White Laffly servirent dans un premier temps en métropole et furent progressivement envoyées au Maroc, et ce dès 1934 (pour certaines), alors que s’achevait sa pacification (dans le cadre de la Campagne du Maroc) pour renforcer le potentiel des unités sur place, ainsi qu’en Tunisie pour faire face à la menace italienne. Des White Laffly prirent également part à la Bataille de France en 1940.
Elles étaient présentes au sein (à compléter) :
-du 11ème Régiment de Chasseur à Cheval
-du 4ème Régiment de Chasseur d’Afrique
-de la 1ère Division Légère Mécanique (anciennement la 4ème Division de Cavalerie), dilué dans les différents régiments qu’elle comptait (le 6ème RC, le 18ème RD, le 4ème RC, le 4ème RDP, et le 74ème RATTT)